# Tomas Scheckter
Tomas Scheckter (ur. 21 września 1980 roku w Monako) – południowoafrykański kierowca wyścigowy; syn mistrza świata Formuły 1, Jody Schecktera.

## Początek kariery
Karierę rozpoczął w 1991 roku w gokartach. Później startował w lokalnych seriach Formuły Vee i Formuły Ford. W 1997 roku wyjechał do Europy, gdzie startował w brytyjskiej Formule Vauxhall i Formule 3. Największy sukces (tytuł mistrzowski) odniósł jednak w Formule Opel EuroSeries w 1999 roku.
W sezonie 2000, obok występów w F3, startował także w końcowych rundach Formuły 3000 w juniorskim zespole McLarena. Jego najlepszym wynikiem było drugie miejsce na torze Hockenheim.
W 2001 roku przeniósł się do World Series by Nissan, gdzie zdobył tytuł wicemistrzowski, ulegając tylko Franckowi Montagny. Jednocześnie został kierowcą testowym zespołu Formuły 1, Jaguar Racing, ale współpraca szybko dobiegła końca, gdy został przyłapany na korzystaniu z usług prostytutki.

## IndyCar Series
Incydent z prostytutką zamknął mu drogę do Formuły 1, więc przeniósł się do Stanów Zjednoczonych, gdzie został kierowcą zespołu Eddie Cheevera w serii Indy Racing League. W swoim debiutanckim sezonie pokazał sporo szybkiej jazdy, ale jeszcze więcej błędów. Wśród nich był m.in. wypadek w Indianapolis 500. Na zaledwie 27 okrążeń przed metą, znajdujący się na prowadzeniu Scheckter uderzył w ścianę w zakręcie numer cztery. W dalszej części sezonu zanotował pierwsze zwycięstwo w karierze, na torze Michigan International Speedway, ale współpraca z Cheeverem dobiegła końca.
Jego nowym pracodawcą został jeden z czołowych zespołów serii, Chip Ganassi Racing, ale ponownie zbyt duża liczba wypadków wpłynęła na generalną ocenę sezonu. Na torze Texas Motor Speedway brał udział w kolizji z Kenny Bräckiem, która zakończyła karierę szwedzkiego kierowcy. Ostatecznie Ganassi, wzorem Cheevera, nie przedłużył umowy z Scheckterem.
W latach 2004–2005 startował w Panther Racing, gdzie zastąpił dwukrotnego mistrza IRL, Sama Hornisha Jr. W czerwcu 2005 roku odniósł swoje drugie i jak do tej pory, ostatnie zwycięstwo (na torze Texas Motor Speedway).
W 2006 roku przeniósł się do Vision Racing, gdzie przez kolejne dwa sezony tylko raz stanął na podium wyścigu. Mimo tego, był uważany za jednego z najlepszych kierowców wśród zespołów spoza ścisłej czołówki IndyCar (Penske Racing, Chip Ganassi Racing, Andretti Green Racing). W międzyczasie zanotował kilka startów w A1 Grand Prix dla narodowego zespołu RPA.
W sezonie 2008 Vision Racing wystawił dwa samochody, dla członków rodziny właściciela zespołu, Tony George'a i Scheckter wystąpił tylko w sześciu wyścigach w barwach nowej ekipy, Luczo Dragon Racing. Nie ukończył aż pięciu z nich, co złożyło się na jego najgorszy sezon w karierze IndyCar.
Gdy w 2009 roku jego miejsce zajął Raphael Matos, opuścił pierwsze trzy wyścigi sezonu. Podczas Indianapolis 500 zanotował jednorazowy występ w barwach Dale Coyne Racing, po którym, dzięki wsparciu koncernu Mona Vie, podpisał umowę na resztę sezonu z zespołem Dreyer & Reinbold Racing.

## Starty w Indianapolis 500
| Rok  | Nadwozie | Silnik    | Start | Wynik | Uwagi   |
| ---- | -------- | --------- | ----- | ----- | ------- |
| 2002 | Dallara  | Infiniti  | 10    | 26    | Wypadek |
| 2003 | G-Force  | Toyota    | 12    | 4     |         |
| 2004 | Dallara  | Chevrolet | 10    | 18    |         |
| 2005 | Dallara  | Chevrolet | 11    | 20    | Wypadek |
| 2006 | Dallara  | Honda     | 11    | 27    | Wypadek |
| 2007 | Dallara  | Honda     | 10    | 7     |         |
| 2008 | Dallara  | Honda     | 11    | 24    | Półoś   |
| 2009 | Dallara  | Honda     | 26    | 12    |         |
| 2010 | Dallara  | Honda     | 20    | 15    |         |
| 2011 | Dallara  | Honda     | 21    | 8     |         |